# Carbino
Em química, carbino é um termo geral para qualquer composto cuja estrutura molecular inclua um átomo de carbono eletricamente neutro com três elétrons não ligantes, conectado a outro átomo por uma ligação simples. Um carbino, portanto, tem a fórmula geral R-C3•, onde: 
- R é qualquer grupo monovalente.
- O sobrescrito 3• indica os três elétrons não ligados.

Não deve-se confundir com carbono acetilênico linear (LAC), um polímero usualmente conhecido como carbino e reconhecido por sua dureza elevada, porém sem relação com esta mesma categoria de compostos.

## Configuração eletrônica
Geralmente, constata-se que as moléculas de carbino estão em estados dupletos: os elétrons não ligantes (que não participam da ligação química) no carbono são arranjados como um radical (elétron desemparelhado) e um par de elétrons, deixando um orbital atômico vazio, em vez de um tri-radical (estado quarteto). O caso mais simples é o radical CH (estado dupleto), que tem uma configuração eletrônica 1σ2 2σ2 3σ2 1π.  Aqui, o orbital molecular 1σ é essencialmente o orbital atômico do carbono 1s, e o 2σ é o orbital ligante C-H formado pela sobreposição de um orbital híbrido sp do carbono com o orbital do hidrogênio 1s. O 3σ é um orbital não-ligante do carbono apontando ao longo do eixo C-H na direção oposta ao hidrogênio, enquanto existem dois orbitais 1π não-ligantes perpendiculares ao eixo C-H. No entanto, o 3σ é um híbrido sp que tem energia menor que o orbital 1π que é puro p, então o 3σ é preenchido antes do 1π. O radical CH é, na verdade, isoeletrônico com o átomo de nitrogênio que possui três elétrons desemparelhados de acordo com a regra de Hund. No entanto, o átomo de nitrogênio tem três orbitais p degenerados, em contraste com o radical CH, no qual a hibridação de um orbital (3σ) leva a uma diferença de energia.

## Ocorrência
Um carbino pode ocorrer como um intermediário reativo de curta duração. Por exemplo, a fluorometilidina (CF) pode ser detectada na fase gasosa por espectroscopia como um intermediário na fotólise por flash de dibromofluorometano (CHFBr2).
Carbinos podem atuar como ligantes trivalentes em muitos complexo com metais de transição conectados a um metal pelos três elétrons não ligados no grupo -C3•. Exemplos de tais compostos de coordenação são Cl(CO)4W≡C-CH3, WBr (CO)2(2,2'-bipiridina)≡C-arila e WBr(CO)2(PPh3)2≡C-NR2. Tal composto pode ser obtido pela reação de hexacarbonil tungstênio (W(CO)6) com di-isopropilamida de lítio para formar (iPr2N)(OLi)C=W(CO)5. Este sal é então oxidado com brometo de oxalila ou dibrometo de trifenilfosfina (Ph3PBr2), seguido pela adição de trifenilfosfina. Outro método é tratar um complexo [(CO)5M=C(OR)R'] (M = Cr, Mo, W; R = Me, Et; R' = alquil, aril...) com um ácido de Lewis.